# NGC 47
NGC 47 je spirální galaxie vzdálená od Země zhruba 263 milionů světelných let v souhvězdí Velryby.
NGC 47 je také někdy označována jako NGC 58, kterou objevil Lewis A. Swift 21. října 1886, tedy ve stejném roce, jako Tempel. Jedná se však o stejný objekt.